# Eleições europeias de 2024 (Eslováquia)
As eleições europeias de 2024 na Eslováquia foram realizadas a 8 de junho e serviram para eleger os 15 deputados nacionais para o Parlamento Europeu durante as eleições europeias. Estas foram as primeiras eleições após a tentativa de assasinato do primeiro-ministro Robert Fico, que voltou ao poder em 2023 à frente dum governo de linha populista, nacionalista e eurocético e que tem tido uma relação tensa com a União Europeia.
Num resultado surpreendente, os liberais da Eslováquia Progressista conseguiram vencer as eleições com 27,8% dos votos e relegando a Direção - Social-Democracia para a segunda posição com 24,8%. A participação nestas eleições europeias foi a mais alta desde da adesão do pais à União Europeia, com mais de 34% de participação.

## Representação parlamentar 2019-2024
A tabela mostra os deputados de acordo com a última informação do Parlamento Europeu:
| Partido Nacional | Partido Nacional             | Deputados | Grupo parlamentar | Grupo parlamentar                                 |
| ---------------- | ---------------------------- | --------- | ----------------- | ------------------------------------------------- |
|                  | Eslováquia Progressista      | 2 / 14    |                   | Renovar a Europa                                  |
|                  | Direção - Social-Democracia  | 2 / 14    |                   | Não inscritos                                     |
|                  | Movimento Democrata Cristão  | 2 / 14    |                   | Grupo do Partido Popular Europeu                  |
|                  | Solidariedade e Liberdade    | 1 / 14    |                   | Reformistas e Conservadores Europeus              |
|                  | Eslováquia                   | 1 / 14    |                   | Grupo do Partido Popular Europeu                  |
|                  | Democratas                   | 1 / 14    |                   | Grupo do Partido Popular Europeu                  |
|                  | Jablko                       | 1 / 14    |                   | Renovar a Europa                                  |
|                  | Patriota Eslovaco            | 1 / 14    |                   | Não inscritos                                     |
|                  | República                    | 1 / 14    |                   | Não inscritos                                     |
|                  | Jozef Mihál (Independente)   | 1 / 14    |                   | Renovar a Europa                                  |
|                  | Róbert Hajšel (Independente) | 1 / 14    |                   | Aliança Progressista dos Socialistas e Democratas |

| Grupo parlamentar | Grupo parlamentar                                 | Deputados |
| ----------------- | ------------------------------------------------- | --------- |
|                   | Grupo do Partido Popular Europeu                  | 4 / 14    |
|                   | Renovar a Europa                                  | 4 / 14    |
|                   | Não inscritos                                     | 4 / 14    |
|                   | Aliança Progressista dos Socialistas e Democratas | 1 / 14    |
|                   | Reformistas e Conservadores Europeus              | 1 / 14    |

## Resultados Oficiais
| Partido Nacional        | Partido Nacional            | Votos     | %               | +/-   | Deputados | +/-     |
| ----------------------- | --------------------------- | --------- | --------------- | ----- | --------- | ------- |
|                         | Eslováquia Progressista     | 410 844   | 27,82 / 100,00  | 7,71  | 6 / 15    | 4       |
|                         | Direção - Social-Democracia | 365 794   | 24,77 / 100,00  | 9,05  | 5 / 15    | 2       |
|                         | República                   | 185 137   | 12,53 / 100,00  | Novo  | 2 / 15    | Novo    |
|                         | Voz - Social-Democracia     | 106 076   | 7,18 / 100,00   | Novo  | 1 / 15    | Novo    |
|                         | Movimento Democrata Cristão | 105 602   | 7,15 / 100,00   | 2,55  | 1 / 15    | 1       |
|                         | Solidariedade e Liberdade   | 72 703    | 4,92 / 100,00   | 4,70  | 0 / 15    | 1       |
|                         | Democratas                  | 69 204    | 4,69 / 100,00   | -     | 0 / 15    | 2       |
|                         | Aliança Húngara             | 57 350    | 3,88 / 100,00   | 1,08  | 0 / 15    | Estável |
|                         | Eslováquia                  | 29 385    | 1,99 / 100,00   | 3,27  | 0 / 15    | 1       |
|                         | Partido Nacional Eslovaco   | 28 102    | 1,90 / 100,00   | 2,19  | 0 / 15    | Estável |
|                         | Outros (com menos de 1,00%) | 46 771    | 3,17 / 100,00   |       | 0 / 15    |         |
| Votos Inválidos         | Votos Inválidos             | 28 208    | 1,87 / 100,00   | 0,18  |           |         |
| Total                   | Total                       | 1 505 176 | 100,00 / 100,00 |       | 15 / 15   | 2       |
| Eleitorado/Participação | Eleitorado/Participação     | 4 377 093 | 34,39 / 100,00  | 11,67 |           |         |
| Fonte                   | Fonte                       | [ 6 ]     | [ 6 ]           | [ 6 ] | [ 6 ]     | [ 6 ]   |

## Representação parlamentar (2024-2029)

### Partidos nacionais
| Partido Nacional | Partido Nacional            | Deputados | Grupo parlamentar | Grupo parlamentar                |
| ---------------- | --------------------------- | --------- | ----------------- | -------------------------------- |
|                  | Eslováquia Progressista     | 6 / 15    |                   | Renovar a Europa                 |
|                  | Direção - Social-Democracia | 5 / 15    |                   | Não inscritos                    |
|                  | República                   | 2 / 15    |                   | Europa das Nações Soberanas      |
|                  | República                   | 2 / 15    | Não inscritos     |                                  |
|                  | Voz - Social-Democracia     | 1 / 15    |                   | Não inscritos                    |
|                  | Movimento Democrata Cristão | 1 / 15    |                   | Grupo do Partido Popular Europeu |

### Grupos parlamentares europeias
| Grupo parlamentar | Grupo parlamentar                | Deputados |
| ----------------- | -------------------------------- | --------- |
|                   | Não inscritos                    | 7 / 15    |
|                   | Renovar a Europa                 | 6 / 15    |
|                   | Europa das Nações Soberanas      | 1 / 15    |
|                   | Grupo do Partido Popular Europeu | 1 / 15    |